# AlloCiné
AlloCiné este un web-site de divertisment care este specializat în furnizarea de informații despre cinematografia franceză, acordând o atenție deosebită promovării și distribuției de noi produse cinematografice pe suport DVD, Blu-ray și VOD. Compania a fost înființată inițial pentru a oferi informații prin telefon, iar ulterior a devenit un portal de internet, care oferă suficiente informații prin acces rapid și se ocupă de toate filmele care au fost distribuite în Franța. Din 2005, a început să se ocupe și de seriale de televiziune. Site-ul web este considerat „echivalentul francez al IMDb-ului”.
A fost creat de Jean-David Blanc și Patrick Holzman. 
AlloCiné a fost lansat în 1993, înainte de a fi achiziționat de Canal+ în 2000 și Vivendi Universal în 2002. Din iunie 2007 până în 2013, a fost deținut de Tiger Global, un fond de investiții american. Din iulie 2013, Allociné este deținut de FIMALAC, un holding francez și găzduit în cadrul grupului Webedia, o companie FIMALAC. Sediul corporativ este situat pe Champs-Élysées, Paris.